# イッツ・オンリー・ロックン・ロール
『イッツ・オンリー・ロックン・ロール』(It's Only Rock'n Roll)は、1974年にリリースされたローリング・ストーンズのオリジナル・アルバム。プロデュースはグリマー・ツインズ。レコーディング・エンジニアはアンディ・ジョンズおよびキース・ハーウッド。全英2位、全米1位を記録。

## 解説
1968年の『ベガーズ・バンケット』より続いてきたスワンプ・ロック路線から脱却し、本作ではソリッドかつストレートなロックサウンドに転換が図られた。『スティッキー・フィンガーズ』（1971年）以降、ストーンズのサウンド面では欠かせなかったホーン・セクションも本作では一掃されている。本作はグリマー・ツインズ（ミック・ジャガーとキース・リチャーズのプロデューサーとしての匿名クレジット）がプロデュースを行った初の作品である。『ベガーズ…』以降ストーンズの全作品のプロデュースを引き受けてきたジミー・ミラーは本作のセッションの途中で降板した。そして、1969年からストーンズのリードギタリストとして共に活動をしてきたミック・テイラーが、本作リリース直後の1974年12月にグループを脱退したため、テイラーが参加した最後のアルバムにもなった。テイラーの脱退理由には様々な憶測が流されたが、本人は「キースのドラッグが原因でメンバーがバラバラな状態だった」と語っている。あらゆる意味で本作はグループにとっての転換点になった。
本作のレコーディングは、1973年のヨーロピアン・ツアー終了直後の11月からドイツ、ミュンヘンのミュージックランド・スタジオにて開始された。「ショート・アンド・カーリーズ」のみ、前作『山羊の頭のスープ』のセッションからのものである。アルバムタイトル曲の「イッツ・オンリー・ロックン・ロール」は、当時フェイセズのギタリストであり、テイラーの後任として後にストーンズに加入するロン・ウッドの自宅の地下室で、ベーシック・トラックが作られている。ウッドは当時、自身初のソロ・アルバム『俺と仲間』の制作中であり、リチャーズとテイラーもその作品に参加している。このことでストーンズとの関係を深めたウッドが、後に新メンバーとして加入するのは自然な流れだった。
本作のパッケージはシングル・スリーブで、特にオマケもなくシンプルなものとなった。ジャケットの絵を手がけたガイ・ピーラートは、かつて「Rock Dreams」という画集でストーンズを描いたことからジャガーに気にいられ、本作のレコーディングにも立ち入りを許されていたという。ジャケットの絵はそのレコーディング中にイメージしたものだという。内袋に前作同様、各曲のクレジットとゲストミュージシャンの写真が印刷されている。また、「イッツ・オンリー・ロックン・ロール」、「エイント・トゥー・プラウド・トゥ・ベッグ」、「ティル・ザ・ネクスト・グッドバイ」でプロモーションビデオが制作された。現在ではいずれもYouTubeのストーンズ公式ページで試聴可能である。
この1974年には、ビル・ワイマンがストーンズのメンバーで初となるソロ・アルバム『モンキー・グリップ』をリリースし、全英39位にランクインさせている。
1994年にヴァージン・レコードからリマスター版が、2009年にはポリドールから再リマスター版がリリースされた。2011年には日本限定で、ユニバーサルミュージックグループから最新リマスター版がSACDで発売された。

## 評価
イギリスでは2位に留まり、1969年の『レット・イット・ブリード』以来続いていた連続1位の記録が途絶えた。アメリカでは1週のみだが1位となり、2000年にプラチナ・ディスクを獲得するものの、売上は前作を超えることは出来なかった。本作からはアルバムタイトル曲「イッツ・オンリー・ロックン・ロール」が先行シングルとして、また 「エイント・トゥー・プラウド・トゥ・ベッグ」（テンプテーションズのカバー）がリカットシングルとして発表されたが、「イッツ・オンリー…」はアメリカでトップ10を逃しており、ストーンズは商業的スランプに陥っていた。

## グレイト・ギタリスト・ハント〜北米ツアー
テイラーの突然の脱退を受け、グループは1974年12月より、新ギタリストのオーディションを兼ねた新作のレコーディングを開始する。このオーディションは「グレイト・ギタリスト・ハント」と呼ばれ、誰が新メンバーになるか注目を集めた。候補と噂されたギタリストには、ジェフ・ベックやミック・ロンソンなど10名以上にもおよび、はてはウィルコ・ジョンソンやジミー・ペイジ、ロバート・ジョンソンといったありえない名前までが挙げられたが、4月14日までに旧知であったロン・ウッドが加入することで決定した。
1975年5月より、「NORTH AMERICAN TOUR 1975」が開始された（ツアー開始に合わせる形で、ベスト・アルバム『メイド・イン・ザ・シェイド』もリリースされている）。ツアー告知は5月1日、ニューヨークの5thアベニューにおいてトラックの荷台で「ブラウン・シュガー」を演奏する形で行われた。ツアーは6月1日のルイジアナ州バトンルージュのルイジアナ州立大学公演から始まり、8月8日のニューヨーク州バッファローのリッチ・スタディアム公演で終了した。このツアーではオープニングに「庶民のファンファーレ」が流され、巨大なペニスをかたどった風船が扇風機でステージ上に膨らまされた。この演出は警察から「あれをまた使ったら今度は刑務所行きだ」と警告されたため一度しか行われなかった。ウッドもこのツアーに同行したが当時はまだフェイセズが活動中であり、サポートメンバーという形で参加していた。同ツアーでは本作から「イフ・ユー・キャント・ロック・ミー」「エイント・トゥー・プラウド・トゥー・ベッグ」「イッツ・オンリー・ロックン・ロール」「フィンガープリント・ファイル」などが演奏された。またサポートを務めたビリー・プレストンの曲も披露されている。

## 収録曲
特筆無い限り、作詞・作曲：ジャガー/リチャーズ
※#3のみ、"Inspiration by Ronnie Wood"と注釈がつけられている。

### SIDE A
1. イフ・ユー・キャント・ロック・ミー - If You Can't Rock Me 3:47
2. エイント・トゥー・プラウド・トゥ・ベッグ - Ain't Too Proud to Beg (Norman Whitfield/ Eddie Holland) 3:31
3. イッツ・オンリー・ロックン・ロール - It's Only Rock'n Roll (But I Like It) 5:07
4. ティル・ザ・ネクスト・グッドバイ - Till The Next Goodbye 4:37
5. タイム・ウェイツ・フォー・ノー・ワン - Time Waits for No One 6:38
  - テイラーによる長いギターソロをフィーチャーした曲。テイラーも作曲に大きく関与したとされるが作者としてクレジットされておらず、彼はこのことに不満を漏らしている[13]。だがテイラーは「ほとんど自分が書いた」と言うこともあれば一方で「ジャガーが書いた」と答えることもあり、明言はしていない[14]。

### SIDE B
1. 快楽の奴隷 - Luxury 5:01
  - 1994年版からオリジナル版より尺の長いバージョンに差し替えられた。
2. ダンス・リトル・シスター - Dance Little Sister 4:11
3. マイ・フレンド - If You Really Want to Be My Friend 6:17
4. ショート・アンド・カーリーズ - Short and Curlies 2:44
5. フィンガープリント・ファイル - Fingerprint File 6:33 
  - FBIに追跡される男の逃走劇を描いた曲で、これはウォーターゲート事件から着想を得たものである[1]。

## 参加ミュージシャン
ローリング・ストーンズ
- ミック・ジャガー - リード＆バッキング・ボーカル、アコースティックギター（#4）、エレキギター（#10）
- キース・リチャーズ - ギター、バッキング・ボーカル、ベース（#1）
- ミック・テイラー - ギター、ギターシンセサイザー（#5）、コンガ（#7）、ベース（#10）
- ビル・ワイマン - ベース、シンセサイザー（#10）
- チャーリー・ワッツ - ドラムス

ゲストミュージシャン
- ニッキー・ホプキンス - ピアノ（#4、#5、#6、#8、#10）
- ビリー・プレストン - ピアノ（#1、#2）、クラビネット（#2、#10）
- イアン・スチュワート - ピアノ（#3、#7、#9）
- レイ・クーパー - パーカッション
- ブルー・マジック - バッキング・ボーカル（#8）
- チャーリー・ジョリー - タブラ（#10）
- エド・レイチ - カウベル（#2）
- ロン・ウッド - 12弦アコースティックギター＆バッキング・ボーカル（#3）
- ウィリー・ウィークス - ベース（#3）
- ケニー・ジョーンズ - ドラムス（#3）